# Bawełniak pacyficzny
Bawełniak pacyficzny (Sigmodon alleni) – gatunek ssaka z podrodziny bawełniaków (Sigmodontinae) w obrębie rodziny chomikowatych (Cricetidae).

## Zasięg występowania
Bawełniak pacyficzny występuje w zachodnim Meksyku, wzdłuż pacyficznych nizin, pogórzy i wyższych wzniesień Sierra Madre Wschodniej od południowego Sinaloa na południowy wschód do przesmyku Tehuantepec we wschodniej części Oaxacy.

## Taksonomia
Gatunek po raz pierwszy zgodnie z zasadami nazewnictwa binominalnego opisał w 1902 roku amerykański teriolog Vernon Orlando Bailey nadając mu nazwę Sigmodon alleni. Holotyp pochodził z San Sebastián, w Mascocie, w Jalisco, w Meksyku. 
Dawniej zaliczany do S. planifrons, ale obecnie uważany za odrębny gatunek; taksony guerrenensis i volcani wydają się być właściwymi synonimami S. alleni, ale dopasowanie populacji z Oaxacy opisanych jako macdougalli i macrodon wymaga dodatkowych badań. Klasyfikacja podgatunków czeka na dokładny przegląd taksonomiczny. Autorzy Illustrated Checklist of the Mammals of the World uznają ten takson za gatunek monotypowy.

### Etymologia
- Sigmodon: gr. σῖγμα sigma „litera Σ”; ὀδούς odous, ὀδóντος odontos „ząb”; w aluzji do sigmoidalnego wzoru na zębach trzonowych gdy ich korony są zużyte[11].
- alleni: Joel Asaph Allen (1838–1921), amerykański zoolog (teriologia i ornitologia)[12].

## Morfologia
Długość ciała (bez ogona) 139–152 mm, długość ogona 88–127 mm, długość ucha 20–22 mm, długość tylnej stopy 27–32 mm; maksymalna masa ciała samic nie będących w ciąży 180 g, samców 178 g. 

## Tryb życia
Bawełniak pacyficzny preferuje wilgotne obszary uprawy winorośli oraz krzewy w tropikalnych lub tropikalno–borealnych obszarach, w tym tropikalne lasy liściaste i wilgotne lasy sosnowo-dębowe. Gatunek ten buduje gniazda z traw w różnych miejscach m.in. w kępach traw i krzewów, albo wewnątrz martwych sosen. Bardzo szybko się mnożą. Jedna samica w laboratoryjnych warunkach po trzydziestopięciodniowej ciąży opiekowała się potomstwem przez 87 dni.

## Populacja
W obszarze występowania tego gatunku na hektar przypada średnio 0,023–0,52 osobnika.

## Zagrożenia
W dużej części zasięgu bawełniak pacyficzny doświadcza wylesianie dla rolnictwa. Przypuszcza się, że doszło do wymarcia 30% jego populacji w ciągu ostatnich 10 lat. Tempo wymierania tego gatunku rośnie.